# Aniel Manurat
Anielkumar (Aniel) Manurat (circa 1975/1976) is een Surinaams ondernemer, bestuurder en kunstenaar. Hij is voorzitter van de Culturele Unie Suriname (CUS), stichting Shri Narmada Mata en Sonal TV. In 2023 werd het door hem gemaakte monument Met een anker zijn we verankerd aan de Zeelandiaweg onthuld.

## Biografie
Aniel Manurat groeide op als een uit zeven kinderen. Zijn vader overleed in 1988. Hij ging naar de Wim Bos Verschuur School, maar maakte de havo niet af. Hij ging vervolgens naar Nederland en zette daar een bedrijfje op. Na tien jaar keerde hij naar Suriname terug toen hij de verblijfspapieren niet in orde kreeg. Zijn moeder is daar wel blijven wonen.
Bij terugkeer hield hij zich een tijd bezig met importen uit India, had hij een pujawinkel en daarna een kledingwinkel. In 2017 begon hij de studie bedrijfskunde aan de University of Applied Sciences and Technology (UNASAT) in Paramaribo. In 2023 hoopte hij nog datzelfde jaar deze opleiding af te ronden.
Daarnaast is hij voorzitter in verschillende besturen. Op 2 februari 2014 werd hij gekozen tot voorzitter van de Culturele Unie Suriname (CUS) die culturele activiteiten organiseert en de eenheidsgedachte uitdraagt. Daarnaast is hij voorzitter van de stichting Shri Narmada Mata waarmee hij in 2012 een manifestatie op het Onafhankelijkheidsplein organiseerde tijdens het hindoeïstische feest Divali. Er waren ruim duizend bezoekers die 1008 dia's (olielampjes) ontstaken. Ze stonden symbool voor de 1008 namen van de godin Lakshmi, die welzijn en welvaart voor de mensheid brengt. Dit evenement organiseerde hij meerdere jaren. Als voorzitter van de CUS nam hij het jaarlijkse aansteken van de grote Suriname Dia over en was hij de initiatiefnemer achter het standbeeld van Janey Tetary in 2017 op de hoek Henck Arronstraat/Grote Combéweg. Ook is hij voorzitter van Sonal TV.
Hij is verder beleidsadviseur en was in 2018 lid van het Kabinet van de Vicepresident. Vanuit deze functie maakte hij deel uit van de Herdenkingscommissie die dat jaar drie jubilea organiseerde: de Hindoestaanse immigratie (145 jaar), Ketikoti (155 jaar) en Chinese immigratie (165 jaar). Tijdens de herdenking van 150 jaar Hindoestaanse immigratie in 2023 werd hij door de betrokken organisaties unaniem naar voren geschoven als voorzitter van de Nationale Commissie om activiteiten te coördineren en organiseren.

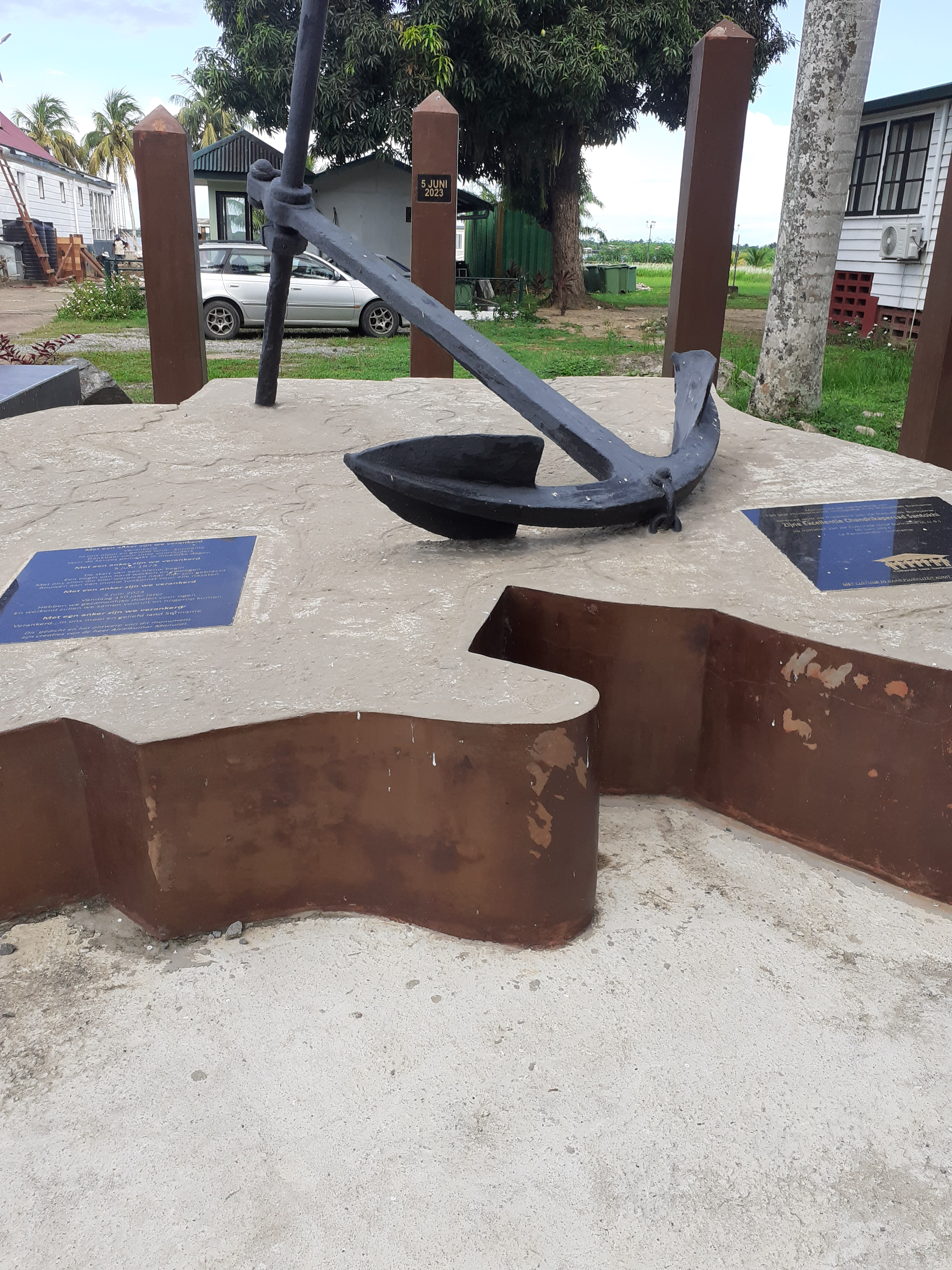
Met een anker zijn we verankerd

Als kunstenaar creëerde hij het monument Met een anker zijn we verankerd dat in 2023 werd onthuld aan de Zeelandiaweg. Het bestaat uit een scheepsanker met ernaast zeven kolommen die de groeiende hechting van Hindoestanen in Suriname symboliseren. De onthulling gebeurde op dezelfde dag als het monument van Mathoora, Ramjanee en Rajgaroo van Ajay Permaul dat ernaast staat. Beide monumenten zijn een een initiatief van de CUS.